# NGC 7065
NGC 7065 هي مجرة حلزونية تبعد حوالي 345 مليون سنة ضوئية تقع في كوكبة الدلو. هي جزء من زوج من المجرات التي تحتوي على المجرة NGC 7065A. تم اكتشافه من قبل عالم الفلك ألبرت مارث في 3 أغسطس 1864.

## وصلات خارجية
- NGC 7065 على موقع ويكي سكاي: DSS2, SDSS, GALEX, IRAS, Hydrogen α, X-Ray, Astrophoto, Sky Map, Articles and images